# 约翰内斯·范登贝格
约翰内斯·范登贝格（德語：Johannes van den Bergh；1986年11月21日—），是一名德國足球运动员，場上司職中場，目前效力于德乙球隊荷尔斯泰因基尔。
范登伯格的職業生涯開始於门兴格拉德巴赫，于2006年9月16日首次在德甲賽事中出場。